# Jumaguzinói-víztározó
A Jumaguzinói-víztározó (oroszul: Юмагузинское водохранилище) mesterséges tó az oroszországi Belaja folyón, Baskíriában.

## Leírása
A víztározót a Jumaguzinói-vízerőmű építéséhez kapcsolódva, a Belaja folyó felduzzasztásával hozták létre. A duzzasztógát Jumaguzino falutól feljebb épült, ahol a szűk völgyben kanyargó Belaja a Déli-Urál hegyei közül sík vidékre ér.
A gát mögött a folyón  57 km hosszan (Makszjutovo faluig) elnyúló víztározó közepes szélessége 300–400 m; átlagos mélysége 26 m, legnagyobb mélysége 63 m. Teljes vízbefogadó képessége 0,89 km³, a víztükör területe 35,6 km². A duzzasztógát 605 m hosszú, 65 m magas.
A vízerőműt és víztározót kezdetben, 1981-ben jóval nagyobbra tervezték, a duzzasztógát a folyón lejjebb épült volna meg. Így a mostaninál is nagyobb területek, többek között falvak és szántóföldek kerültek volna víz alá. Tiltakozások és újabb számítások következtében az eredeti tervet elvetették. Az új tervek alapján 1998 végén indult meg az építkezés, a víztározó feltöltése 2003 júniusában kezdődött. A létesítmény teljes egészében 2007-ben készült el. Célja a villamosenergia termelés mellett a folyó árhullámainak szabályozása, a városok vízellátásának javítása.
A víztározó festői szépségű keskeny völgyben, erdővel borított meredek hegyoldalak és sziklás partok között terül el. Partján nincs állandó település, környékén nincsenek iparvállalatok. A főbb vízfelhasználók Kumertau és a folyó mentén lejjebb fekvő Meleuz, Isimbaj, Sztyerlitamak városok ipari üzemei és lakossági fogyasztói. Ezek vízellátását segíti a Belaja mellékfolyóján, a Nuguson régebben kialakított kisebb víztározó is.